# Andrei Orlov
Andrei A. Orlov, né en 1960, est un professeur américain spécialisé dans le judaïsme et le christianisme de l'Antiquité à l'université Marquette. 

## Carrière
Il est « spécialiste de l'apocalyptisme juif et du mysticisme, du judaïsme de l'époque du Second Temple et des pseudépigraphes de l'Ancien Testament. Dans le domaine de la littérature apocalyptique juive de l'époque du Second Temple, Orlov est considéré comme l'un des principaux experts dans le domaine des textes slavons liés au mysticisme juif et aux traditions énochiennes ». Il « s'est imposé comme une voix significative dans l'étude des traditions juives de l'époque du Second Temple, notamment celles associées à 2 Énoch et à d'autres pseudépigraphes slavons ».
Orlov est un membre actif du Séminaire Énoch et siège au comité consultatif de la revue Henoch.

## Livres
Une liste complète des publications est disponible sur le site web de l'auteur.
- The Enoch-Metatron Tradition (Texts and Studies in Ancient Judaism, 107 ; Tübingen : Mohr-Siebeck, 2005)  (ISBN 3-16-148544-0).
- From Apocalypticism to Merkabah Mysticism: Studies in the Slavonic Pseudepigrapha (Supplements to the Journal for the Study of Judaism, 114 ; Leiden : Brill, 2007)  (ISBN 90-04-15439-6).
- Divine Manifestations in the Slavonic Pseudepigrapha (Orientalia Judaica Christiana, 2 ; Gorgias, 2009)  (ISBN 1-60724-407-1).
- Selected Studies in the Slavonic Pseudepigrapha (Studia in Veteris Testamenti Pseudepigrapha, 23 ; Leiden : Brill, 2009)  (ISBN 90-04-17879-1).
- Dark Mirrors: Azazel and Satanael in Early Jewish Demonology (New York : SUNY Press, 2011)  (ISBN 978-1-4384-3951-8).
- Потаенные Книги: Иудейская Мистика в Славянских Апокрифах (Écrits cachés : Mystique juive dans les pseudépigraphes slavons) (Flaviana ; Moscou : Gesharim, 2011) [en russe] ISBN erroné : 978-5-93273-340-3.
- Heavenly Priesthood in the Apocalypse of Abraham (Cambridge : Cambridge University Press, 2013)  (ISBN 978-1-1070-3907-0).
- Resurrection of the Fallen Adam: Ascension, Transfiguration, and Deification of the Righteous in Early Jewish Mysticism (Moscou : RSUH, 2014)  (ISBN 978-5-98604-435-4).
- Divine Scapegoats: Demonic Mimesis in Early Jewish Mysticism (Albany : SUNY, 2015)  (ISBN 978-1-4384-5583-9).